# Nicolás José de la Quintana
Nicolás José de la Quintana y Riglos (Ciudad de Buenos Aires, 9 de septiembre de 1744 - 29 de octubre de 1828) fue un militar nacido en Buenos Aires, brigadier de los Reales ejércitos, que sirvió en las milicias de caballería del Río de la Plata.

## Biografía
Nicolás José de la Quintana y Riglos nació en la ciudad de Buenos Aires el 9 de septiembre de 1744, hijo del coronel Nicolás de la Quintana y Echeverría, nativo de Bilbao, y de su segunda esposa, la porteña Leocadia Francisca Javiera Ignacia de Riglos y Torres Gaete.
Siguiendo los pasos de su hermano el entonces capitán y futuro brigadier José Ignacio de la Quintana, el 15 de octubre de 1766 ingresó como cadete en su unidad, el Regimiento de Dragones de Buenos Aires. En 1767 fue promovido a alférez de ese Cuerpo.
A las órdenes del entonces Gobernador Juan José de Vértiz y Salcedo participó de la expedición contra el Fuerte Jesús, María, José de Río Pardo en 1773.
Al iniciarse la Segunda expedición de Cevallos a Río Grande, en 1777 Pedro de Cevallos ordenó a Vértiz detener su avance sobre Río Grande (Brasil) y replegarse a Santa Teresa mientras operaba contra la Colonia del Sacramento. Quintana integró el destacamento de observación que permaneció en la Fortaleza de Santa Teresa.
En 1779, tras convertirse en virrey, Vértiz lo nombró primer Comandante de los Blandengues de Buenos Aires. 
Como tal participó del reconocimiento que Vértiz encargó al teniente coronel Francisco Betbezé de los lugares que ocupaban los fortines y de las zonas señaladas para el traslado. Betzabé, acompañado por Nicolás de la Quintana, Juan Joseph de Sarmiento y Pedro Nicolás Escribano inició su expedición al otro lado del Salado en el Fuerte de Salto. El 12 de abril de 1779 presentó su informe aconsejando dejar en su lugar los fuertes y fortines en razón de que había todavía mucho campo sin cultivar a su retaguardia de la línea de frontera lo que no justificaba un avance y concluía por recomendar que "Si se determinare (como lo creo importante útil y conveniente y aun necesario por ahora) subsistan las guardias de la frontera donde actualmente se hallan, o inmediaciones que dejó insinuadas, gradúo indispensable construir un reducto junto a la laguna de los Ranchos entre el Zanjón o Vitel y el Monte; regularizar la mayor parte de los fuertes, que están en disposiciones despreciables, y construir algunos a las inmediaciones indicadas de los que se hayan de mudar; de forma que los de Vitel, Monte, Luján, Salto y Rojas, sean guardias principales y residencias o cuarteles de cinco indispensables compañías de blandengues, y el proyectado en los Ranchos con los de Lobos, Navarro y Areco, sirvan de fortines con una pequeña guarnición, para estrechar las avenidas y facilitar el diario reconocimiento del campo comprendido en el cordón y su respectivo frente".
El 31 de octubre de 1782 casó con su sobrina de 15 años de edad Francisca de Espinosa de la Quintana, hija de su hermana Narcisa Javiera y de su esposo Francisco de Espinosa, con quien tuvo al menos una hija, María Casimira Javiera de la Quintana y Espinosa, nacida en Buenos Aires el 4 de marzo de 1782 y fallecida en 1845.
En 1784 Quintana quedó al frente de la Comandancia de la Frontera ante la ausencia del coronel Francisco Balcarce, quien partió al frente de una expedición contra los indios. Intervino personalmente en cuatro expediciones al sur de la frontera, la última de ellas en diciembre de 1786, durante la que sufrió fuertes pérdidas.
En 1794 fue promovido a sargento mayor, el 4 de septiembre de 1795 a teniente coronel graduado y en 1796 a coronel. Ese año participó en la expedición de Félix de Azara en reconocimiento de las Guardias y Fortines de la Frontera.
En 1801, al producirse la conquista portuguesa de las Misiones Orientales, fue puesto al frente de una división que operó infructuosamente contra los portugueses en la zona de Cerro Largo.
En 1802 era coronel de milicias de caballería afectado a la frontera sur. Propuso concentrar todas las fuerzas en la frontera, establecer un cuartel general en Laguna Blanca y poblar la zona repartiendo en propiedad la tierra pública, lo que aunque aprobado por Rafael de Sobremonte, con quien lo ligaban lazos de parentesco, no se ejecutó.
Durante la primera de las Invasiones Inglesas, al producirse el 25 de junio de 1806 el desembarco británico en Quilmes, Quintana al frente de partidas del cuerpo de Blandengues intentó ofrecer resistencia, limitada a algunas descargas de fusilería. Se reunió luego con Sobremonte y se retiró con él a Monte Castro, mientras su hermano quedaba al frente de la ciudad y encargado de ajustar los términos de la capitulación con William Carr Beresford.
Tras la reconquista, el 16 de agosto Nicolás de la Quintana ordenó que las Milicias de la Campaña de Buenos Aires se restituyeran a sus casas por no ser ya necesarias.
A principios de 1807, Santiago de Liniers destacó una división para reforzar la defensa de Montevideo en previsión de un nuevo ataque, entre ellos 325 Blandengues de Buenos Aires al mando de Quintana. Durante la Segunda invasión inglesa al Río de la Plata participó de la defensa de la ciudad sitiada por los británicos hasta su caída el 3 de febrero de 1807.
Quintana, al igual que sus oficiales y tropas fueron embarcados como prisioneros pero al establecerse la paz entre españoles y británicos fueron liberados. En la península, las tropas porteñas se organizaron en el "Batallón Fixo de Buenos Ayres" o "Colorados de Buenos Aires", por el color de sus uniformes ingleses. Durante la Guerra de la Independencia Española combatieron a órdenes del general Joaquín Blake el 14 de julio de 1808 en la Batalla del Moclín, próximo al pueblo de Medina de Rioseco (Valladolid). 
Finalmente, los sobrevivientes (entre ellos Nicolás de la Quintana, José Rondeau, Antonio, Diego y Marcos González Balcarce regresaron a su patria.
Nicolás de la Quintana fue promovido a brigadier de los Reales Ejércitos y pasó a retiro en 1809. Después de la Revolución de Mayo adhirió al movimiento y quedó agregado al Estado Mayor hasta que en 1813 se le suspendió el sueldo pese a que pasó al Cuerpo de Inválidos.
Falleció en la ciudad de Buenos Aires el 29 de octubre de 1828.